# Gambia Ports Authority Football Club
Il Gambia Ports Authority Football Club è una squadra di calcio africana del Gambia.
Il club milita nella massima serie gambiana.
Ha vinto 10 scudetti e due coppe nazionali.

## Palmarès

### Competizioni nazionali
- Gambia First Division: 6

1973, 1982, 1984, 1999, 2006, 2010
- Gambian Cup: 2

1975, 2007

## Partecipazioni a competizioni CAF
- CAF Champions League: 2 partecipazioni

2007 -
2011 -
- African Cup of Champions Clubs: 2 partecipazioni

1983 -
1985 -
- CAF Confederation Cup: 1 partecipazione

2008 -
- CAF Cup Winners' Cup: 2 partecipazioni

1976, 1991

## Allenatori
- Alhagi Sarr (2006-2007)
- Ebrima Cham Joof (2007-2008)
- Malamin Fofana (2008-)